# Личфийлд (окръг, Кънектикът)
Вижте пояснителната страница за други значения на Личфийлд.
Окръг Личфийлд (на английски: Litchfield County) е окръг в щата Кънектикът, Съединени американски щати. Площта му е 2448 km², а населението – 182 571 души (2016). Няма административен център.